# Gagnants / Perdants (Bonne nuit les petits)
Gagnants / Perdants (Bonne nuit les petits) est une chanson de Noir Désir, que le groupe a mis à disposition des internautes sur son site officiel, Noirdez.com, le 12 novembre 2008, accompagnée d'une reprise du Temps des cerises.
Ces deux titres constituent le retour de Noir Désir après la période de détention de Bertrand Cantat. Si Le Temps des cerises est la reprise d'une chanson du XIXe siècle, emblématique de la Commune de Paris, Gagnants / Perdants est en revanche le premier morceau inédit écrit par Bertrand Cantat et mis en musique depuis plus de six ans.  Estelle et Romain Humeau du groupe Eiffel, ont participé à l'enregistrement du Temps des Cerises. Les deux titres, qui ont été proposés en téléchargement gratuit jusqu'au 17 mars 2009, peuvent encore être écoutés en ligne.
Les deux chansons sont accompagnées d'un court texte détaillant les raisons et les conditions de leur enregistrement.
Les quelques mots concernant Gagnants / Perdants sont équivoques : « La chanson,  Gagnants / Perdants a été enregistrée par Noir Désir, en réaction au contexte actuel, politique et humain dans toute l’acceptation [sic] du terme. Impossible d’attendre pour la mettre à disposition. »
Le texte de la chanson est engagé, et inhabituellement explicite, critiquant ouvertement le système politique et la situation globale en France en 2008. Noir Désir dénonce la course à la performance et la volonté apparente, selon eux, des responsables politiques en place d'endormir le peuple pour mieux faire passer toutes sortes de pilules.
Le texte accompagnant la chanson s'achève sur un énigmatique « Noir Désir est au travail », laissant supposer que le groupe ne compte pas s'arrêter là et envisage d'enregistrer d'autres morceaux à court terme. Néanmoins, ce seront les deux des trois derniers morceaux (avec la reprise Aucun express d'Alain Bashung parue en 2011) du groupe, qui se séparera en 2010.